# Pietro Burgatti
Pietro Burgatti (Cento, 27 febbraio 1868 – Bologna, 20 maggio 1938) è stato un matematico e fisico italiano.

## Biografia
Allievo di Eugenio Beltrami, si laureò in matematica all'Università di Roma nel 1893, dove poi rimase come assistente alle cattedre di analisi infinitesimale e meccanica razionale fino al conseguimento della libera docenza in analisi infinitesimale nel 1898 e in meccanica razionale nel 1900. Nel 1901, divenne pure assistente all'Ufficio Centrale di Meteorologia e Geodinamica di Roma.
Vinto un concorso a cattedre nel 1908, divenne professore straordinario di meccanica razionale all'Università di Messina, quindi nel 1911 divenne ordinario della stessa disciplina all'Università di Bologna, dove rimase fino al pensionamento. Insegnò al contempo meccanica razionale e fisica matematica all'Università di Ferrara.
Dal 1923 al 1932 fu vice presidente dell'Unione Matematica Italiana; fu altresì socio dell'Accademia delle Scienze dell'Istituto di Bologna e corrispondente nazionale dell'Accademia Nazionale dei Lincei (dal 1922).

## Opere
- Un teorema di meccanica, 1894
- L'evoluzione meccanica del sistema solare: discorso letto per la inaugurazione dell'anno scolastico 1911-912 nella R. Universita di Bologna, Bologna, 1911
- Les hypotheses cosmogoniques jugees par M. Henri Poincare, Bologna, Zanichelli, 1912
- Deformazioni elastiche nelle quali una superficie o una famiglia di superficie del corpo si comportano come flessibili e inestendibili, Roma, Tipografia della R. Accademia dei Lincei, 1919
- La legge esponenziale delle distanze nei sistemi di Giove, Saturno e Urano: nota letta alla R. Accademia delle Scienze dell'Istituto di Bologna nella Sessione del 27 aprile 1919, Bologna, Tipografia Gamberini e Parmeggiani, 1919
- Lezioni di meccanica razionale, Bologna, Zanichelli, 1919
- Problemi ed esercizi di meccanica razionale raccolti, spiegati e risoluti, Bologna, Zanichelli, 1921
- Sui satelliti retrogradi: nota I e II, Roma, Tip. della R. Accademia Nazionale dei Lincei, 1922
- Condizioni di validità dell'equazioni di Lagrange, Roma, G. Bardi, 1925
- Analisi vettoriale generale e applicazioni, 3 voll., Bologna, Zanichelli, 1929-1931 (in collaborazione con Tommaso Boggio, Cesare Burali-Forti e Roberto Marcolongo)
- Perfezionamento alla teoria di Jeans sull'origine del sistema solare, Pavia, Tipografia Legatoria Mario Ponzio, 1933
- Sull'azione di un mezzo resistente nelle moderne teorie sulle origini del sistema solare , Pavia, Tipografia Legatoria Mario Ponzio, 1933
- Intorno agli effetti che produce sulle orbite della binarie la perdita di massa per radiazione: nota letta alla R. Accademia delle Scienze dell'Istituto di Bologna nella Sessione del 12 febbraio 1933, Bologna, Cooperativa Tipografica Azzoguidi, 1933
- Lo spostamento dei perielii nella teoria della relativita con riguardo allo schiacciamento solare, Roma, Giovanni Bardi, 1934
- Sopra a un modo di pervenire alla cinematica della teoria della relativita ristretta: nota letta alla R. Accademia delle Scienze dell'Istituto di Bologna nella Sessione del 6 maggio 1934, Bologna, Cooperativa Tipografica Azzoguidi, 1934
- Elementi di calcolo vettoriale e omografico, Milano, Hoepli, 1937
- Memorie scelte, Bologna, Zanichelli, 1951

## Riconoscimenti
- L'osservatorio astronomico di Cento è stato dedicato a lui